# 何鸣元
何鸣元（1940年2月8日—），男，籍贯江苏苏州，生于上海，中国石油化工专家，中国石油化工集团公司石油化工科学研究院总工程师，华东师范大学化学与分子工程学院院长、教授。

## 生平
1940年生于上海，籍贯江苏苏州。1961年毕业于华东纺织工学院应用化学专业。1995年当选为中国科学院院士。